# Montre mystérieuse

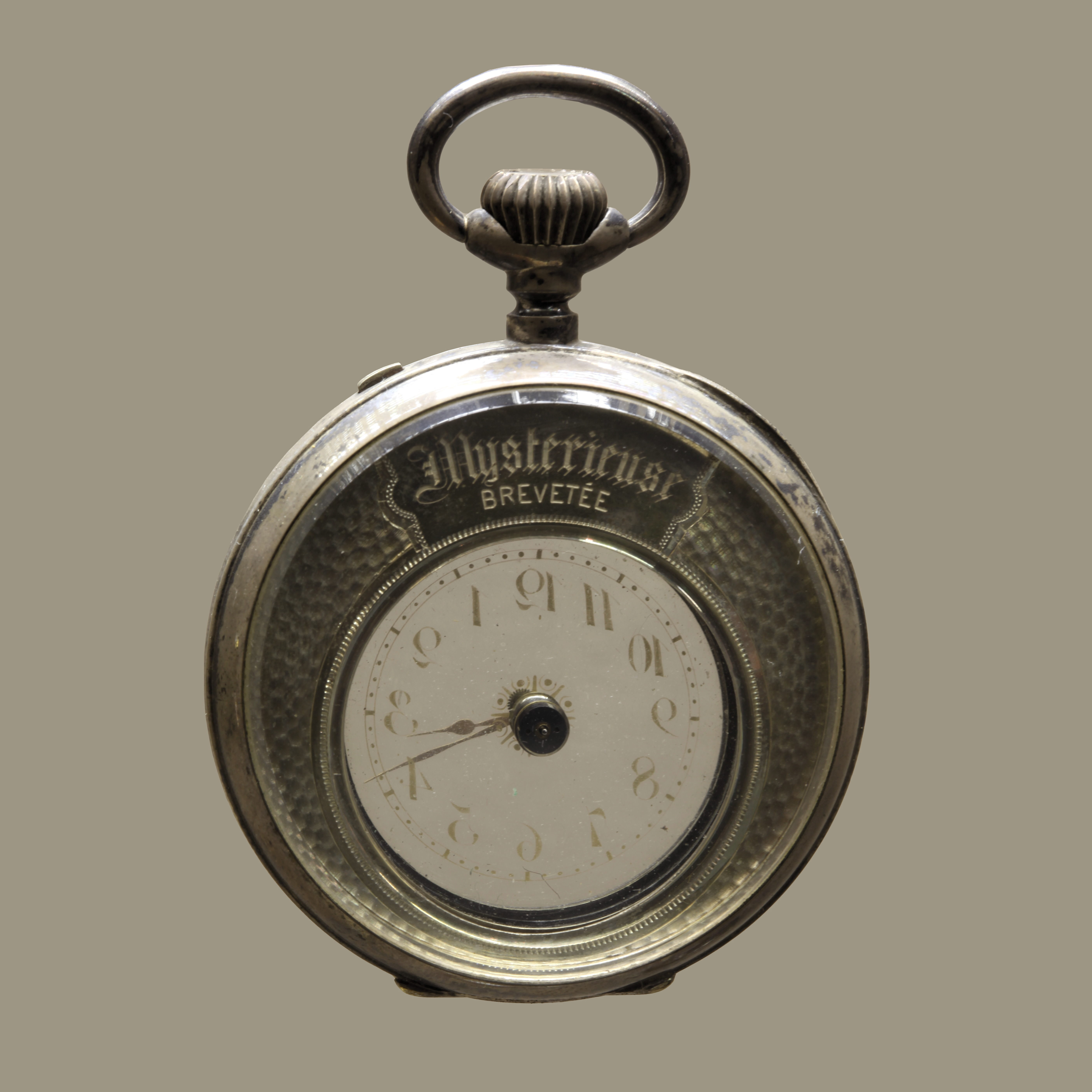
Montre mystérieuse exposée au Musée d'art et d'histoire de Neuchâtel. Il s'agit de la première montre transparente.

Une montre mystérieuse est un type de montre mécanique dont le mouvement se transmet aux aiguilles par l'intermédiaire d'un engrenage invisible, par exemple une roue de cristal parfaitement transparente.